# 29474 Toyoshima
29474 Toyoshima è un asteroide della fascia principale. Scoperto nel 1997, presenta un'orbita caratterizzata da un semiasse maggiore pari a 2,532677 UA e da un'eccentricità di 0,144941, inclinata di 5,538851ª rispetto all'eclittica. Ha un diametro di 3,666 km, un periodo di rotazione di 2,901 ore e un'albedo di 0,250.